# Горчево
Горчево је насељено место у општини Петрич у области Благоевград, Бугарска. Према попису из 2021. године било је 4 становника.
Према секретару Бугарске егзархије Димитру Мишеву, у Горчеву је 1905. године живело 160 Словена хришћана. Горчево је некадашња махала бившег села Игуменец.